# Kuduro
Kuduro (o kuduru) és un tipus de música i dansa desenvolupat originalment a Angola als anys vuitanta. Es caracteritza com energètic i ballable. El kuduro va començar a Luanda a la fi dels anys vuitanta. Inicialment, els productors van fer una mostra de la música tradicional de carnestoltes com el soca i zouk del Carib, i també el semba d'Angola l'ha posat al voltant d'un compàs 4/4 ràpid.
El kuduro és similar al ritme kizomba. Les lletres solen estar en portuguès.

## Orígens
Les arrels del kuduro es remunten a finals de la dècada de 1980 quan els productors de Luanda (Angola) van començar a barrejar mostres de percussió africanes amb zouk i soca per crear un estil de música que després es coneixeria com a Batida ("Beat"). La música electrònica europea i americana havia començat a aparèixer al mercat, que va atreure als músics angolesos i els va inspirar per incorporar els seus propis estils musicals. Els joves productors van començar a afegir grans percussions africanes amb el beat europeu i americà. A Europa, els productors occidentals de house i techno el van barrejar amb house i techno.
La història del kuduro s'ha produït en una època de disturbis civils angolesos i va proporcionar un mitjà per afrontar dificultats i positivitat per a la generació més jove. Amb la forta immigració a Portugal dels ciutadans angolesos, el kuduro es va estendre i va evolucionar més als barris de Lisboa, amb la inclusió d'elements musicals addicionals a partir dels gèneres de la música electrònica d'Europa occidental, donant origen al kuduro progressiu.
Segons Tony Amado, l'autoproclamat creador del kuduro, va obtenir la idea per a la dansa, després de veure Jean-Claude Van Damme en la pel·lícula de 1989 Kickboxer, on apareix en un bar borratxo, i balla amb un estil dur i inusual. Com Vivian Host assenyala en el seu article, malgrat el fet que la "world music" dels països no occidentals no té cap relació amb la música moderna occidental, el kuduro angolès conté "elements comuns amb la casa tribal punk, la tribal profunda i fins i tot el Daft Punk." Tot i que el kuduro angolès reflecteix una comprensió i una interpretació de les formes musicals occidentals, s'adapta a la categoria de world music, tendeix a rebutjar la idea de l'imperialisme musical occidental occidental. DJ Riot de Sistema va dir, "Kuduro no ha estat mai world music… No va néixer en congues i bongos, com alguna música folklòrica tradicional. Si eren nois fent música de ball directe, com '96. Tocant a aquesta nova música, aquesta nova música africana, que se sent directament política en si mateixa."
Els kuduristes utilitzen moviments corporals que sovint emanen de moviment/quietud, incoordinació, caiguda, pop/lock i breakdancing. Aquest estil de dansa sembla "trencar" les parts del cos en aïllaments i moviments de staccato, que serveixen com a reflex de debilitat i la barreja de cossos capacitats/discapacitats en el rendiment. La ballarina popular angolesa Costuleta, que tenia una cama amputada, és coneguda per les seves captivadores actuacions amb destresa i sexualitat. La incorporació de la debilitat complica les nocions normatives de "discapacitat" tot recordant els motius de la supervivència negra a la diàspora, especialment en relació amb les mines terrestres plantades per l'exèrcit portuguès que ha deixat molts angolesos amputats.

## Terminologia
El nom del ball es refereix a un peculiar moviment en el qual els ballarins semblen tenir natges dures (Cu Duro en portuguès d'Angola), simulant un estil de ball agressiu i agitat.

## Popularitat
Kuduro és molt popular entre els antics països portuguesos d'ultramar a l'Àfrica, així com als suburbis de Lisboa (comAmadora i Queluz) a causa del gran nombre d'immigrants angolesos.
A la varietat de Lisboa (o kuduro progressiu), que barreja el kuduro amb música house i techno, Buraka Som Sistema un projecte de música electrònica de ball electrònic portuguès/angolès amb seu a Portugal, va ser responsable de la internacionalització del kuduro, presentant el gènere a Europa. Va aparèixer a diverses revistes de música internacionals, després de la seva aparició amb el seu èxit Yah!. Buraka Som Sistema pren el seu nom de Buraca, un suburbi de Lisboa al municipi d'Amadora. Des de l'explosió de Buraka Som Sistema els vídeos de performance de kuduro troben un públic creixent en plataformes de vídeo d'Internet com YouTube. Els vídeos varien de qualitat des del format MTV fins a material de telefonia mòbil de baixa resolució.

### I Love Kuduro (festival)
És un festival itinerant que és conegut com una de les reunions més grans dedicades al gènere i estil de vida kuduro. Va ser creat per l'artista angolès Coréon Dú el 2011, amb primera estrana al Showcase Club de París, seguit de l'Arena Club de Berlín amb el nom de Kuduro Sessions. Hi participaren llegendes angoleses com Noite e Dia, Nacobeta, Bruno M, DJ Znobia, Big Nelo, Titica, Francis Boy Os Namayer, DJ Djeff & DJ Sylivi, així com els artistes internacionals Louie Vega & Anané Vega, Ousunlade, Daniel Haaksman, John Digweed, Hernan Cattaneo, Trentemoller, Tiefshwarz, Diego Miranda, i Wretch 32, entre d'altres.
El primer esdeveniment de Love Kuduro a Luanda va ser un festival de dos dies que va acollir més de 14.000 fanàtics lkuduro el gener de 2012 al recinte firal internacional de Luanda. Fins i tot se celebra anualment a Luanda, amb diversos esdeveniments celebrats arreu del món a ciutats com París, Amsterdam, Estocolm, Rio de Janeiro, Nova York i Washington DC. Recentment inclou un esdeveniment recent a la TechnoParade de 2014 a París, com la gira Os Kuduristas (seguiment del recorregut temàtic Kuduro Sessions) que es va centrar principalment en apropar la cultura urbana més àmplia de Luanda als amants de Kuduro arreu del món, fent èmfasi en la dansa.
L'esdeveniment més recent va ser un una sessió I Love Kuduro al TechnoParade 2014 a París.

### I Love Kuduro (pel·lícula)
La pel·lícula I Love Kuduro dirigida pels germans Mário i Pedro Patrocínio es va estrenar amb gran èxit al Festival Internacional de Cinema de Rio de Janeiro, el festival de cinema més gran d'Amèrica Llatina i a Portugal, al DocLisboa. "I Love Kuduro" es va filmar a Angola i presenta l'origen del fenomen kuduro.

## Artistes i títols famosos
M.I.A. ha donat suport a la música kuduro, treballant en la cançó "Sound of Kuduro" amb Buraka Som Sistema a Angola. "En un primer moment van venir de nens que no tenien res per fer música a més de telèfons mòbils, usant samples que obtindrien dels seus botons de so de PC i mòbils", M.I.A. va dir del kuduro. "És un so rave-y d'orientació beat. Ara que estan creixent, tenen ordinadors adequats per fer música."
- Point G
- Os Lambas: Comboio
- Costuleta - kuduro: xiriri, acuxar: tchiriri
- Puto Prata e Bruno M: Cara Podre
- Puto Português e Nacobeta: Baba Baba
- Buraka Som Sistema: Kalemba (Wegue Wegue) (feat. Pongolove)
- Buraka Som Sistema: (New Africa Remix) (feat. Zakee Kuduro)
- King Kuduro: Il faut danser, Le son qu'il te faut
- Papa London: Danza Kuduro
- Lucenzo feat. Big Ali: Vem Dançar Kuduro
- Luky Gomes: Twiasee, We Gonna Have it, Jenjena
- Sissi K (Logobi GT): Spoiling the Koin
- Antonio carglouche feat R'nestinho: C it KSE good
- Elizio: Sabi di mas
- G-nose and Nelinho feat Papi Sanchez: Pop Pop Kuduro
- Don Omar feat Lucenzo: Danza Kuduro
- William Epps: Kuduro
- Titica Kuduro Dance Queen
- Fofando & Saborosa
- Zakee Kuduro
- Os NAMAYER
- Coréon Dú: Kuduro Luvin